# Эдмунд Фицгиббон
Эдмунд Фицгиббон, 11-й белый рыцарь (англ. Edmund Fitzgibbon, 11th White Knight; ок. 1552 — 23 апреля 1608) — ирландский дворянин из династии Фицджеральдов, имевшим ирландско-нормандское наследственное рыцарство. Его преданность королеве Елизавете I привела к пленению его родственника, самопровозглашенного 16-го графа Десмонда, Джеймса Фицтомаса Фицджеральда.

## Утрата исконных земель
Эдмунд Фицгиббон был сыном Джона Ога Фицджеральда (псевдоним Фицгиббон) и Эллен Кондон. Его отец был назначен статутом ирландского парламента в 1571 году, и во многом последующее поведение Фицгиббона было обусловлено его желанием вернуть себе семейную собственность в провинции Мунстер. После первого восстания Десмонда он сопровождал мятежника Джеймса Фицмориса Фицджеральда во Францию в марте 1575 года и вернулся в Ирландию в июле того же года. В следующем 1576 году он сдал в аренду большую часть исконных земель, перешедших к короне; он сдал их в 1579 году в обмен на новую аренду, которая включала те же самые земли, а также земли, которые вернулись к короне после смерти его матери.

## Верность Тюдорам
В последующие годы член правительственного совета сэр Генри Уоллоп выразил свое негодование по поводу отказа в этих землях колонизации Мунстера, которая была основана после Второго восстания Десмонда и захвата Джеральда Фицджеральда, 15-го графа Десмонда. Правительственные чиновники регулярно клеветали на Эдмунда Фицгиббона, а его потомственный враг лорд Рош обвинил его в соучастии в недавнем восстании. Он оказался под давлением необходимости продемонстрировать беспрекословную преданность короне, которая была непопулярной среди его последователей, и он боролся в этих тяжелых обстоятельствах.
В 1584 году он сопровождал лорда-депутата сэра Джона Перрота в правительственной кампании в Ольстере против Сорли Боя Макдоннелла и получил высокую оценку за свою доблесть после получения ранения. В апреле 1587 года, после отъезда Перрота в Англию, Эдмунд Фицгиббон был арестован правительством. Совет сэра Энтони Сент-Леджера сделать его «короче на длину головы» не был принят, и в 1589 году он был освобожден под подписку о невыезде. В целом он продемонстрировал некоторое умение сохранять свою лояльность в течение длительного периода и во время визита в Англию в 1590 году получил право на наследство земель предков.
В 1596 году Эдмунд Фицгиббон был назначен шерифом графства Корк, на этом посту он удовлетворительно выполнял свои обязанности. Были подозрения в его соучастии с мятежником Хью О’Нилом во время Девятилетней войны (1595—1603), но он безоговорочно подчинился сэру Джорджу Торнтону в мае 1600 года и обвинил в своей глупости своего сына Джона, который присоединился к врагам короны. Секретарь королевы сэр Роберт Сесил посоветовал президенту Мунстера сэру Джорджу Кэрью принять хорошие обещания от Фицгиббона, «поскольку, как говорят, вы, наконец, будете обмануты им». Говорят, что за этот период он практически уничтожил собор в Лисморе. Сомнения в его лояльности возникли в самый разгар войны, когда ему не удалось захватить Сугана, графа Десмонда, Джеймса Фицтомаса Фицджеральда, когда мятежный дворянин проходил через территорию Фицгиббона в мае 1601 года, но Джордж Кэрью был достаточно доволен его поведением. Наконец ему удалось поймать графа Сугана в пещерах недалеко от Митчелстауна, и в награду королева Елизавета I осуществила полное восстановление, согласно акту парламента, его земель и рода.

## Лояльность Стюартам
Дела Фицгиббона шли нелегко. В 1606 году он был заключен в тюрьму по подозрению в нелояльности, но был освобожден после обещания служить против повстанцев. Король Яков I Стюарт сделал его бароном Клангиббона, но он умер в Каслтауне, графство Лимерик, 23 апреля 1608 года, без официального подтверждения его земель и титулов. Это был день после смерти его сына Мориса, и они были похоронены вместе, пролежав неделю в церкви Килбени в Килмаллоке.

## Наследие
Эдмунд Фицгиббон сначала женился на Джоан Тобин, дочери лорда Камшиона в графстве Типперэри, от которой у него было два сына и четыре дочери. вторым браком он женился на Джоан Маккарти, дочери лорда Маскерри, от которой у него было два сына, которые умерли молодыми. Ему наследовал его поместье внук Морис Ог Фицгиббон (ум. 1611). Дочь Фицгиббона Элеонора вышла замуж за Фингина Маккарти Рига, старшего сына Оуэна Маккарти Рига, 12-го принца Карбери.